# Bélédougou
Le Bélédougou (ou Beledugu) est une région historique et une aire culturelle d'Afrique de l'Ouest, dans le centre de l'actuel Mali.
À la limite des climats soudanais et sahélien, c'est une région plutôt sèche essentiellement peuplée de communautés agricoles bambaras. Cette région se trouve aujourd'hui comprise dans la Région de Koulikoro, principalement les cercles de Kolokani, Koulikoro, Banamba, Kati, et une partie du Cercle de Nara.
Bamako, longtemps chef-lieu de la région Bamako est maintenant un district indépendant depuis la création de la région de Koulikoro.
La plupart du Bélédougou resta animiste après la chute du Royaume Bambara de Ségou.
Cette région fut en 1915 le siège d'une importante révolte contre le recrutement forcé de troupes par les autorités coloniales françaises, menée par Koumi Diossé.

## Personnalités originaires du Bélédougou
- Sékou Kouyate (chanteur), M'Baye Boubacar Diarra, Jacques Diatigui Diarra (député à l'assemblée), Ousmane Diarra écrivain (MaliActu.net, 25/03/2016), Rokia Traoré, Mandé Alpha N'Thio Diarra (Dr Vétérinaire et écrivain prolifique), Dr Madian dit Tiéman Diarra (Docteur en Informatique, chercheur et enseignant), Prof. Jean Bosco Konare, Kader M'Piè Diarra (Docteur en météorologie, l'un des plus grands météorologues que le Mali ai jamais connus, passa une grande partie de sa carrière à l'Aghrymet de Niamey avant de regagner le Mali pour y être Directeur National de la Météo ; il est aussi l'un des initiateurs des pluies provoquées au Mali), Tiéman Diarra, un grand sociologue qui a servi à l'OMS, Issa Tiéman Diarra (un grand administrateur civil), M'Bam Diatigui Diarra (Médiateur de la République, Mohamed Diatigui Diarra (homme de droit), Almoustaph Diatigui Diarra (Chef de la cellule des audits & des enquêtes de L'ARMDS), Dr Sabaké Tianégue Diarra (prof. à l'IPR/IFRA katibougou), Dr Tiéman Coulibaly (Université de Ségou), Hantilé Diarra (sommité de Mécanisation de l'Agriculture au Mali), Moussa Nerekoro Diarra (Architecte en IT).....